# الكسندر تورنبول
الكسندر تورنبول هو لاعب اللاكروس كندي، ولد في 6 ديسمبر 1872 في أونتاريو في كندا، وتوفي في 27 أغسطس 1956 في برنابي في كندا.

## وصلات خارجية
- الكسندر تورنبول على موقع اللجنة الأولمبية الدولية (الإنجليزية)
- الكسندر تورنبول على موقع أوليمبيديا (الإنجليزية)
- الكسندر تورنبول على موقع اللجنة الأولمبية الكندية (الإنجليزية)